# 拉赫马特·埃尔温·阿卜杜拉
拉赫马特·埃尔温·阿卜杜拉（2000年10月13日—），印尼男子举重运动员，2020年夏季奥运会男子73公斤级铜牌得主、2021年世界举重锦标赛男子73公斤级金牌得主、2022年世界举重锦标赛男子73公斤级金牌得主、2023年世界举重锦标赛男子81公斤级银牌得主。